# Mihail Albișteanu
Mihail Albișteanu (n. 3 noiembrie 1972, Ruginoasa, Iași, Republica Socialistă România, România) este un deputat român, ales în 2020 din partea AUR. 